# خنب
خنب هي قرية في مقاطعة كاشان، إيران. يقدر عدد سكانها بـ 314 نسمة بحسب إحصاء 2016.